# Alcides metaurus

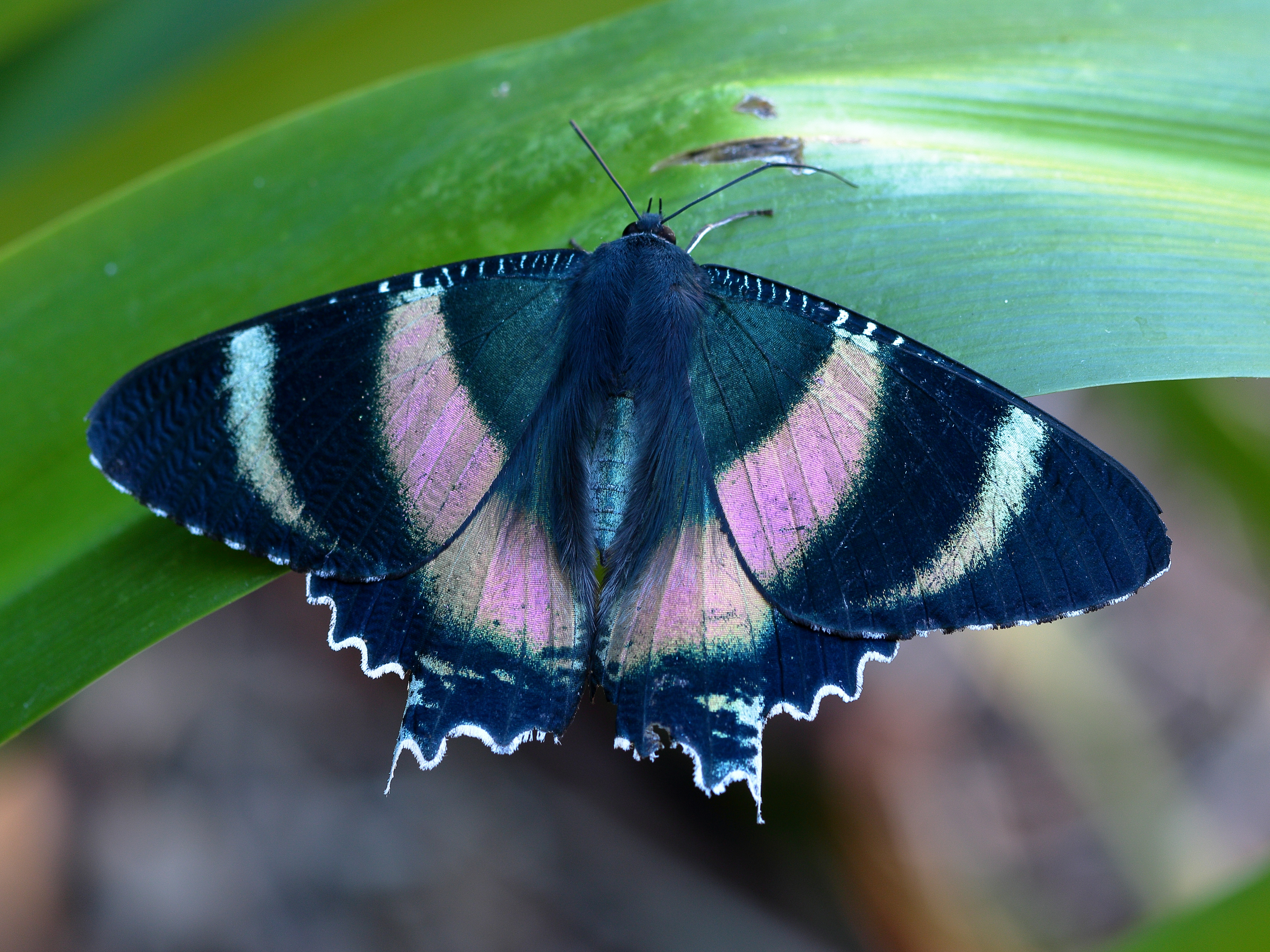
Alcides metaurus in Cairns

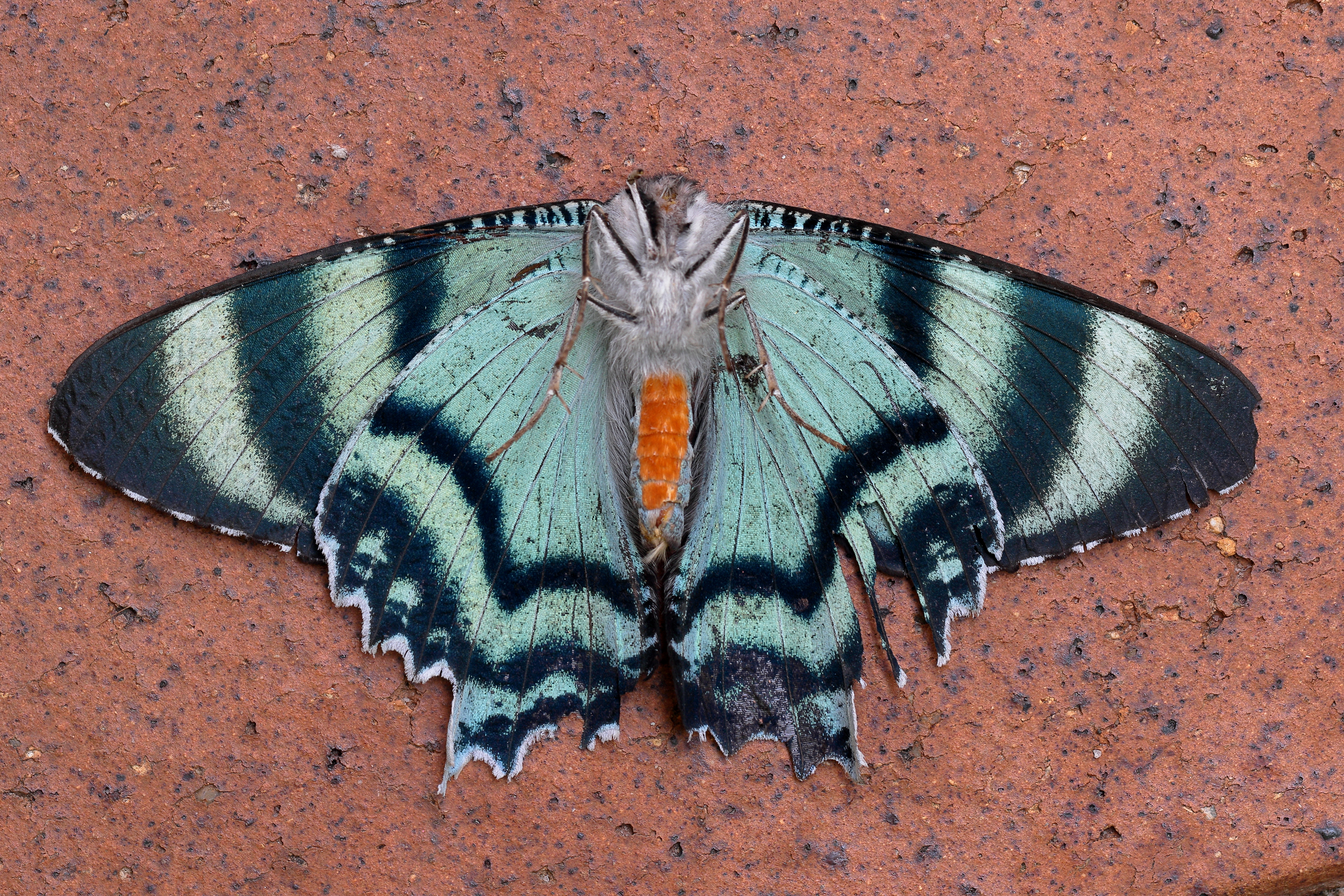
Flügelunterseite

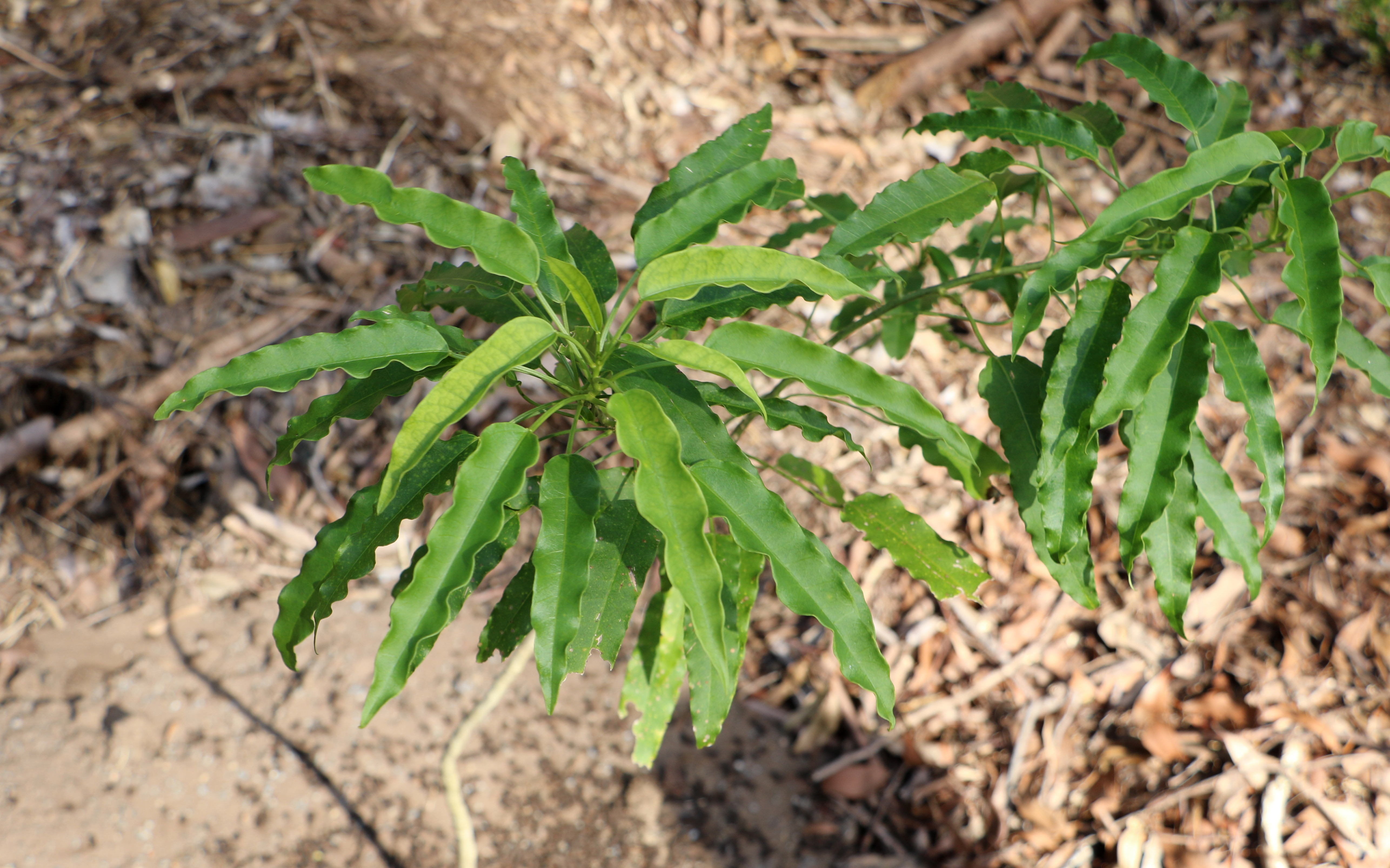
Omphalea celata, eine Nahrungspflanze der Raupen

Alcides metaurus (Syn.: Nyctalemon zodiaca) ist ein überwiegend in Australien vorkommender Schmetterling (Nachtfalter) aus der Familie der Spanner (Geometridae).

## Merkmale

### Falter
Die Flügelspannweite der Falter  beträgt um die 100 Millimeter. Die Grundfarbe der Flügeloberseiten ist samtig schwarz. Auffällig sind eine schmale äußere sowie eine breite mittlere Querbinde auf der Vorderflügeloberseite, deren mittlere sich auf der Hinterflügeloberseite fortsetzt. Je nach Lichteinfall schimmern die Binden gelblich, grünlich, rosa oder violett. Die Fransen sowie der Vorderrand der Vorderflügel sind schwarz/weiß gescheckt. Die Hinterflügel sind stark gezackt und zeigen ein weiß umrandetes Schwänzchen sowie ebenfalls weiße Fransen. Die Flügelunterseiten sind türkisfarben und von schwarzen Querbändern durchzogen. Die Unterseite des Hinterleibs ist kräftig orangefarben.

### Raupe
Die Raupen treten in verschiedenen Farbvariationen auf. Es wurden mindestens 13 verschiedene Versionen festgestellt, darunter in den Farben Gelb, Grün, Orange, Tartanbraun, Rot und Schwarz sowie unterschiedliche Kombinationen dieser Farben.

### Ähnliche Arten
Da die Falter überwiegend tagaktiv, sehr groß und farbenprächtig sind sowie an den Hinterflügeln Schwänzchen zeigen, können sie bei flüchtiger Betrachtung für einen Tagfalter aus der Gattung Papilio gehalten werden. Diesem Trugschluss fiel selbst Carl von Linné anheim, der eine ähnliche Art als Papilio orontes beschrieb, die heute als Alcides orontes geführt wird. Die Falter dieser Art unterscheiden sich von Alcides metaurus in erster Linie durch einen Blauschiller auf den Binden der Flügeloberseiten.

## Verbreitung und Lebensraum
Die Verbreitung der Art erstreckt sich entlang der nordöstlichen Küstenregion von Queensland. Sie wurde auch an einigen wenigen Stellen im Arnhemland sowie im Südosten von Papua-Neuguinea nachgewiesen. Alcides metaurus besiedelt bevorzugt Regenwälder.

## Lebensweise
Die Falter sind tagaktiv und besuchen am Morgen gerne Blüten. Sie sind das gesamte Jahr hindurch anzutreffen, schwerpunktmäßig in den Monaten Mai, Juli und November. Die Eier werden oft in offenen Gruppen von etwa zwei Dutzend auf Pflanzen neben, jedoch nicht direkt auf die Nahrungspflanze gelegt. Es wurde beobachtet, dass die Weibchen ihre Eier auf Spinnennetzen in der Nähe einer Nahrungspflanze, auf toten Zweigen oder auf Bruchstücke am Fuß einer Nahrungspflanze ablegen. Dies scheint eine Reaktion auf eine Abwehr zu sein, die einige Pflanzen gegen Raupen entwickelt haben. Diese Pflanzen scheiden einen Saft aus, wenn ein Ei darauf gelegt wird. Der Saft lässt Schimmelpilze wachsen, die das Ei töten würden. Die Raupen ernähren sich von den Blättern von Wolfsmilchgewächsen (Euphorbiaceae), dazu zählen: Endospermum medullosum, Endospermum myrmecophilum, Omphalea papuana, Omphalea queenslandiae  und Omphalea celata. Diese Pflanzen enthalten auch Giftstoffe, die von den Raupen gespeichert werden und die dadurch einen wirksamen Schutz vor Fressfeinden darstellen. Die Raupen lassen sich bei Gefahr an einem starken und klebrigen Seidenfaden herab, drehen ihren Körper, nachdem die Gefahr vorüber ist, und klettern an dem Faden in ihre ursprüngliche Position zurück. Die Verpuppung erfolgt in einem aus Seidenfäden gesponnenem Kokon zwischen verwelkten Blättern.